# Кларкона (Флорида)
Кларкона (англ. Clarcona) — переписна місцевість (CDP) в США, в окрузі Орандж штату Флорида. Населення — 3283 особи (2020).

## Географія
Кларкона розташована за координатами 28°37′3″ пн. ш. 81°30′21″ зх. д. / 28.61750° пн. ш. 81.50583° зх. д. (28.617497, -81.505892).  За даними Бюро перепису населення США в 2010 році переписна місцевість мала площу 14,24 км², з яких 13,16 км² — суходіл та 1,08 км² — водойми.

## Демографія
Згідно з переписом 2010 року, у переписній місцевості мешкало 2990 осіб у 1265 домогосподарствах у складі 803 родин. Густота населення становила 210 осіб/км².  Було 1496 помешкань (105/км²).
Расовий склад населення:
| - 77,8 % — білих - 14,6 % — чорних або афроамериканців - 1,3 % — азіатів - 0,8 % — корінних американців - 0,1 % — вихідців з тихоокеанських островів - 3,3 % — осіб інших рас |

До двох чи більше рас належало 2,1 %. Частка іспаномовних становила 10,7 % від усіх жителів.
За віковим діапазоном населення розподілялося таким чином: 18,2 % — особи молодші 18 років, 62,2 % — особи у віці 18—64 років, 19,6 % — особи у віці 65 років та старші. Медіана віку мешканця становила 47,9 року. На 100 осіб жіночої статі у переписній місцевості припадало 98,3 чоловіків;  на 100 жінок у віці від 18 років та старших — 96,9 чоловіків також старших 18 років.
Середній дохід на одне домашнє господарство  становив 56 554 долари США (медіана — 32 353), а середній дохід на одну сім'ю — 69 497 доларів (медіана — 41 250). Медіана доходів становила 47 896 доларів для чоловіків та 45 750 доларів для жінок. За межею бідності перебувало 16,5 % осіб, у тому числі 24,2 % дітей у віці до 18 років та 4,0 % осіб у віці 65 років та старших.
Цивільне працевлаштоване населення становило 1182 особи. Основні галузі зайнятості: роздрібна торгівля — 23,5 %, освіта, охорона здоров'я та соціальна допомога — 21,5 %, науковці, спеціалісти, менеджери — 18,8 %.